# Dircenna lorica
Dircenna lorica är en fjärilsart som beskrevs av Gustav Weymer 1875. Dircenna lorica ingår i släktet Dircenna och familjen praktfjärilar. Inga underarter finns listade i Catalogue of Life.